# Ducati 1198
Ducati 1198 – włoski motocykl sportowy produkowany przez Ducati w latach 2009–2011.

## Dane techniczne/Osiągi
Silnik: V2
Pojemność silnika: 1198 cm³
Moc maksymalna: 170 KM/9750 obr./min
Maksymalny moment obrotowy: 158 Nm/9600 obr./min
Prędkość maksymalna: 293 km/h
Przyspieszenie 0–100 km/h: 3,1 s